# Návia de Suarna

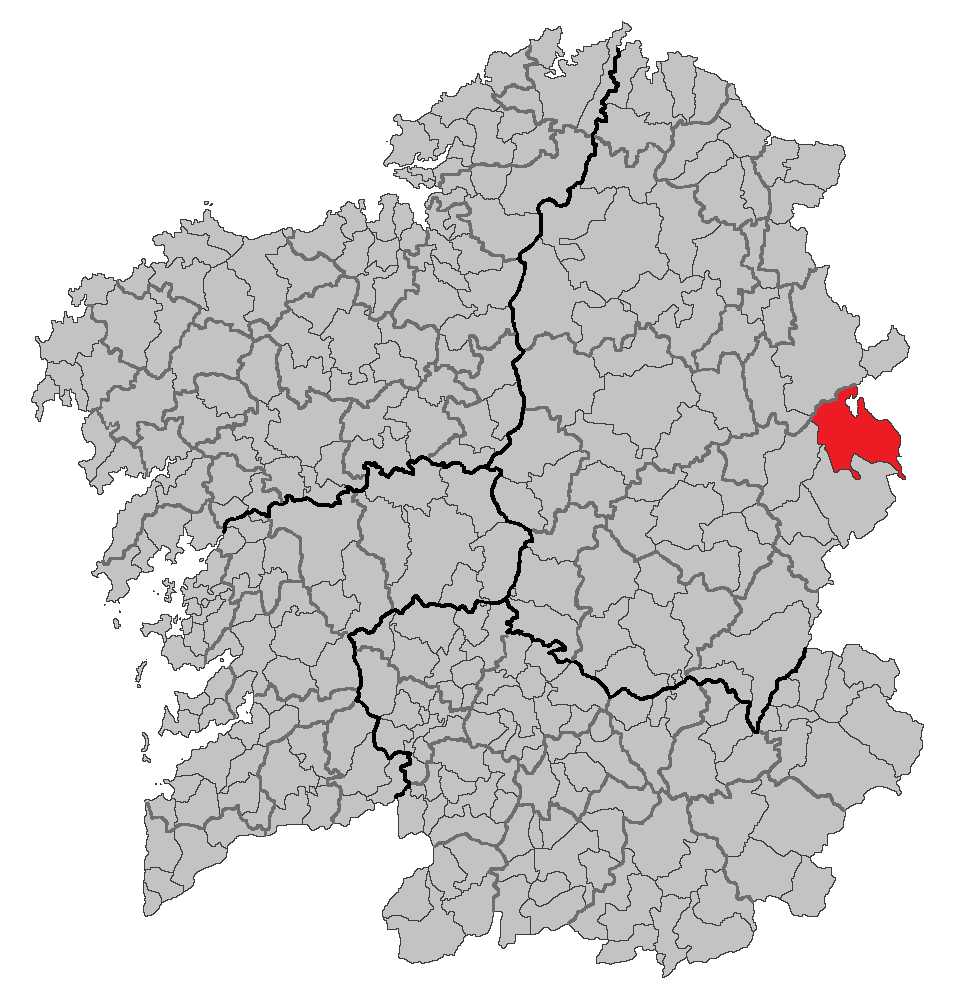
Localização de Návia de Suarna

Návia de Suarna (Navia de Suarna) é um município da Espanha na província de Lugo, comunidade autónoma da Galiza, de área 242 km² com população de 1552 habitantes (2007) e densidade populacional de 7,11 hab/km².

## Demografia
| Variação demográfica do município entre 1991 e 2004 | Variação demográfica do município entre 1991 e 2004 | Variação demográfica do município entre 1991 e 2004 | Variação demográfica do município entre 1991 e 2004 |
| --------------------------------------------------- | --------------------------------------------------- | --------------------------------------------------- | --------------------------------------------------- |
| 1991                                                | 1996                                                | 2001                                                | 2004                                                |
| 2303                                                | 2116                                                | 1872                                                | 1732                                                |

## Património edificado
- Castelo de Návia